# سياسة

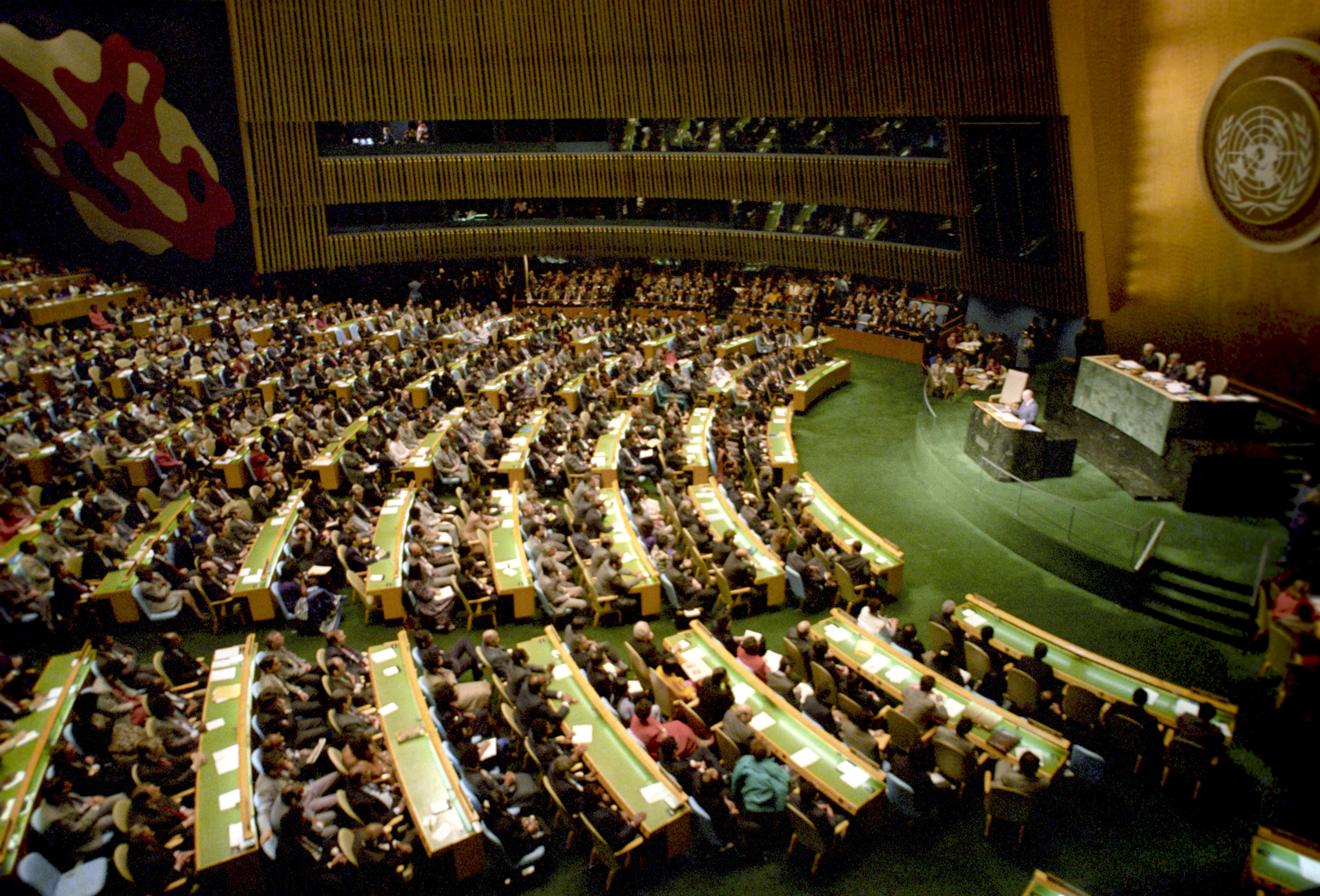
ميخائيل جورباتشوف يلقي كلمة أمام جلسة للجمعية العامة للأمم المتحدة خلال زيارته الرسمية للولايات المتحدة ديسمبر 1988

السِّيَاسَةُ لغويًا من مصدر على فِعَالَة، كما أشار ابن سيده، قال: وساس الأمر سِياسة. وقبله الصاحب بن عباد والسياسة فعل السائس، والوالي يسوس رعيته، وسُوِّس فلانٌ أمر بني فلان؛ أي: كُلِّف سياستهم وبعدهما الفيروز آبادي: وسست الرعية سياسة: أمرتها ونهيتها. وهي مأخوذة من الفعل «ساس»، أو هو مأخوذ منها، على خلاف بين النحْويين، ومضارع الفعل «يسوس»؛ أي: إنَّ المادة واويَّة، كما نصَّ على ذلك السرقسطي، مُوردًا الكلمة تحت «فَعَلَ» بالواو سالمًا، و«فَعَلَ» معتلًّا.
واصطلاحًا تعني رعاية شؤون الدولة الداخلية والخارجية، وتعرف إجرائيًا حسب هارولد لاسويل بأنها دراسة السلطة التي تحدد من يحصل على ماذا (المصادر المحدودة) متى وكيف. أي دراسة تقسيم الموارد في المجتمع عن طريق السلطة (ديفيد إيستون). وعرفها الشيوعيون بأنها دراسة العلاقات بين الطبقات، وعرف الواقعيون السياسة بأنها فن الممكن أي دراسة وتغيير الواقع السياسي موضوعيًا وليس الخطأ الشائع، وهو أن فن الممكن هو الخضوع للواقع السياسي وعدم تغييره بناء على حسابات القوة والمصلحة.
وتعبر السياسة عن عملية صنع قرارات ملزمة لكل المجتمع، تتناول قيم مادية ومعنوية وترمز لمطالب وضغوط، وتتم عن طريق تحقيق أهداف ضمن خطط أفراد وجماعات ومؤسسات ونخب حسب أيدولوجيا معينة على مستوى محلي أو إقليمي أو دولي.
والسياسة هي علاقة بين حاكم ومحكوم وهي السلطة الأعلى في المجتمعات الإنسانية، حيث السلطة السياسية تعني القدرة على جعل المحكوم يعمل أو لا يعمل أشياء سواء أراد أو لم يرد. وتمتاز بأنها عامة وتحتكر وسائل الإكراه كالجيش والشرطة، وتحظى بالشرعية.
ومع أن هذه الكلمة ترتبط بسياسات الدول وأمور الحكومات فإن كلمة سياسة يمكن أن تستخدم أيضًا للدلالة على تسيير أمور أي جماعة وقيادتها، ومعرفة كيفية التوفيق بين التوجهات الإنسانية المختلفة والتفاعلات بين أفراد المجتمع الواحد، بما في ذلك التجمعات الدينية والأكاديميات والمنظمات.
أما علوم السياسة فهي دراسة السلوك السياسي وتفحص نواحي وتطبيقات هذه السياسة واستخدام النفوذ، أي القدرة على فرض رغبات شخص ما على الآخرين.
تعرف السياسة أيضا بأنها: «كيفية توزيع القوة والنفوذ ضمن مجتمع ما أو نظام معين». كذلك تعرف السياسة بأنها: «العلاقة بين الحكام والمحكومين أو الدولة وكل ما يتعلق بشؤونها أو السلطة الكبرى في المجتمعات الإنسانية وكل ما يتعلق بظاهرة السلطة».
وختاما يمكن تعريف السياسة بالمعنى الهدفى بأنها العلم الذي يهدف إلى تقديم السبل والمناهج المختلفة من أجل تدبير شؤون الدولة في الداخل وفي علاقاتها مع الخارج (دول، منظمات وغيرها من أجل تحقيق أهدافها على المدى القصير والمتوسط والطويل)

## أنواع السياسة
- سياسة الاحتواء: وهي السياسة التي دعى إليها سفير الأمم المتحدة، وتقوم على مهاجمة الإتحاد السوفياتي والاكتفاء بالضغط الاقتصادي والدبلوماسي والعمل المخابراتي.
- سياسة التكتل: هي السياسة التي يسعى كل طرف من خلالها إلى الانضمام والتحالف مع طرف آخر أو مجموعة من الأطراف بهدف كسب حلفاء في جانب من جوانب التعاون، خاصة الاستراتيجية منها كالميادين العسكرية والاقتصادية.
- سياسة اقتصادية: هي الإجراءات الحكومية الهادفة للتأثير على السلوك الاقتصادي.[5] تغطي السياسات نظم تحديد مستويات الضرائب، والميزانيات الحكومية، والمعروض النقدي وأسعار الفائدة فضلا عن سوق العمل، والتملك القومي، والعديد من مجالات التدخل الحكومي في الاقتصاد.
- سياسة أيديولوجية: هي الإجراءات والطرق المؤدية لاتخاذ قرارات من أجل المجموعات والمجتمعات البشرية ومع أن هذه الكلمة ترتبط بسياسات الدول وأمور الحكومات فإن كلمة سياسة قد تستخدم أيضا للدلالة على تسيير أمور أي جماعة وقيادتها، ومعرفة كيفية التوفيق بين التوجهات الإنسانية المختلفة، والتفاعلات بين أفراد المجتمع الواحد، بما فيها التجمعات الدينية والأكاديميات والمنظمات.

## العلوم السياسية
يُطلق على دراسة السياسة اسم العلوم السياسية، وهي تضم العديد من المجالات الفرعية، وتحديدًا ثلاثة مجالات هى: السياسة المقارِنة، والعلاقات الدولية، والفلسفة السياسية. ترتبط العلوم السياسية بمجالات الاقتصاد والقانون وعلم الاجتماع والتاريخ والفلسفة والجغرافيا وعلم النفس والطب النفسي وعلم الأنثروبولوجيا وعلم السياسة العصبية، بل وتعتمد عليها.
السياسة المقارِنة هي علم المقارنة بين أنواع مختلفة من الدساتير والجهات السياسية الفاعلة والسلطات التشريعية والمجالات المرتبطة بها. تتناول العلاقات الدولية التفاعل بين الدول القومية (الدولة القومية هي كيان ثقافي وإثني «عرقي») وكذلك المنظمات الحكومية الدولية والمنظمات العابرة للحدود الوطنية. تهتم الفلسفة السياسية أكثر بمساهمات مختلف المفكرين والفلاسفة الكلاسيكيين والمعاصرين.
تتميز العلوم السياسية بالتنوع من الناحية المنهجية وبأنها تتناسب مع العديد من الأساليب الناشئة في علم النفس والبحث الاجتماعي وعلم الأعصاب الإدراكي. تشمل النُهج المتبعة الفلسفة الوضعية، والنظرية التأويلية (التفسيرية)، ونظرية الاختيار العقلاني، والنظرية السلوكية، والبنيوية، وما بعد البنيوية، والواقعية، والمؤسسية، والتعددية. تَستخدم العلوم السياسية، باعتبارها واحدة من العلوم الاجتماعية، الأساليب والتقنيات التي تتعلق بأنواع الاستفسارات المطلوبة: المصادر الأولية كالوثائق التاريخية والسجلات الرسمية، والمصادر الثانوية كمقالات المجلات العلمية، والبحوث المسحية، والتحليل الإحصائي، ودراسات الحالة، البحث التجريبي، وبناء النماذج.

## مستويات السياسة

### السياسة الكلية
يمكن للسياسة الكلية أن تصف القضايا السياسية التي تؤثر على النظام السياسي بأكمله (كالدولة القومية)، أو تشير إلى التفاعلات بين الأنظمة السياسية (كالعلاقات الدولية).
تغطي السياسة العالمية (أو السياسة الدولية) جميع جوانب السياسة التي تؤثر على أنظمة سياسية متعددة، وهو ما يعني من الناحية العملية أي ظاهرة سياسية تعبر الحدود الوطنية. يمكن أن يشمل ذلك المدن والدول القومية والشركات متعددة الجنسيات والمنظمات غير الحكومية والمنظمات الدولية. تُعد العلاقات الدولية هى إحدى العناصر التي تحظى بأهمية كبيرة: فالعلاقات بين الدول القومية قد تتسم بالسلمية عندما تُدار عبر الدبلوماسية، أو قد تكون عنيفة، وهو ما يوصف بالحرب. يُشار إلى الدول التي تكون لديها القدرة على ممارسة نفوذ دولي قوي على أنها قوى عظمى، في حين يمكن تسمية الدول الأقل قوة بالقوى الإقليمية أو المتوسطة. يُطلق على النظام الدولي للقوة اسم «النظام العالمي»، وهو يتأثر بتوازن القوى الذي يحدد درجة القطبية في النظام (بمعنى هل النظام العالمى من حيث توازن القوى أحادي القطب، ثنائيّ القطب أم متعددة الأقطاب؟). فالقوى الناشئة قد تعمل على زعزعة استقرار النظام العالمى، وخاصة إذا أظهرت نزعة انتقامية أو وحدوية.
يُشار إلى السياسة داخل حدود الأنظمة السياسية، والتي تتوافق في السياق المعاصر مع الحدود الوطنية، بالسياسة الداخلية. يشمل ذلك معظم أشكال السياسة العامة، كالسياسة الاجتماعية أو السياسة الاقتصادية أو إنفاذ القانون، التي يقوم الجهاز البيروقراطي للدولة بتنفيذها.

### السياسة الوسيطة
يصف مصطلح السياسة الوسيطة سياسات الهياكل المتوسطة داخل النظام السياسي، كالأحزاب أو الحركات السياسية الوطنية.
يُعد الحزب السياسي منظمة سياسية تسعى عادةً إلى الوصول إلى السلطة السياسية داخل الحكومة والحفاظ عليها، ويحدث ذلك في الغالب من خلال المشاركة في الحملات السياسية أو التوعية التثقيفية أو الأعمال الاحتجاجية. كثيرًا ما تتبنى الأحزاب أيديولوجية أو رؤية معلنة، يدعمها برنامج سياسي مكتوب وله أهداف محددة، وتعمل على تشكيل تحالفًا بين المصالح المتباينة.
تشكل الأحزاب السياسية مجتمعة داخل نظام سياسي معين النظام الحزبي، والذي يمكن أن يكون إما متعدد الأحزاب، أو نظام الحزبين، أو نظام الحزب المهيمن، أو نظام الحزب الواحد، وذلك بحسب مستوى التعددية. يتأثر ذلك بخصائص النظام السياسي وخاصة النظام الانتخابي. وفقًا لقانون دوفيرجر، من المرجح أن يؤدي نظام «التصويت بالأغلبية» الانتخابي إلى نظام الحزبين، في حين أن نظام «التمثيل النسبي» من المرجح أن يؤدي إلى إقامة نظام متعدد الأحزاب.

## خصائص السلطة السياسية
- عامة (قرارات هذه السلطة عامة وتُلزم كل من في المجتمع).
- تحتكر وسائل الإكراه الشرعية كالشرطة والجيش.
- تحظى بـالشرعية.
- تقوم هذه السلطة بمعاقبة أيّ شخصٍ يخالف القواعد القانونية الموجودة والمطبقة في مكان تلك السلطة.
- السلطة السياسية تقترن بغطاء قانوني يدعمها.

## مواضيع ذات صلة
| - نظرية حدوة الفرس - الائتلاف - علم السياسة - علوم سياسية - سياسات عامة - السياسة الخارجية - جينات سياسية - ثورة | - هدنة - حرب - حلف - حزب - السياسة المستندة على أدلة - نظرية الألعاب - حراك | - الإنتخابات - مظاهرة - لاسلطوية |

## روابط خارجية
- موقع كلية الاقتصاد والعلوم السياسية نسخة محفوظة 29 أكتوبر 2012 على موقع واي باك مشين.
- موقع الدراسات العليا-قسم العلوم السياسية- كلية الاقتصاد والعلوم السياسية
- مجلة السياسة الدولية